# Chvalíkovice
Chvalíkovice (niem. Chwalkowitz) – gmina w Czechach, w powiecie Opawa, w kraju morawsko-śląskim. Według danych z dnia 1 stycznia 2012 liczyła 700 mieszkańców.
Od północy sąsiaduje z miastem Opawa (Kylešovice), którego była dzielnicą w latach 1976–1991.
Po raz pierwszy wzmiankowane w 1445, stanowi część Śląska Opawskiego.